# Heinrich Nebelsieck
Heinrich Albert Karl Louis Emil Nebelsieck (* 31. August 1861 in Landau/Waldeck; † 17. September 1950 in Bad Wildungen) war ein deutscher evangelischer Pfarrer und Superintendent.

## Leben
Heinrich Nebelsieck wurde am 31. August 1861 in Landau als Sohn des Pfarrers und späteren Superintendenten Heinrich Nebelsieck und dessen Frau Luise Meyer geboren. Noch im Jahr seiner Geburt zog die Familie nach Affoldern, wo er mit zwei Schwestern und einem Bruder aufwuchs (die jüngere Schwester entstammte der zweiten Ehe des Vaters mit Marie Böhmer). Er besuchte später die Alte Landesschule in Korbach, ein humanistisches Gymnasium, wo er Abitur machte. Er studierte Theologie in Halle und Leipzig. Schon vor 1885 versah er zeitweise als Kandidat den Pfarrdienst in Wethen, als die dortige Pfarrstelle unbesetzt war. Ab 1885 war er Pfarrer in Netze. Am 9. September 1887 heiratete er Elisabeth Johanna Backhaus, mit der er zwei Kinder bekam. Im Jahr 1895 übernahm er die Pfarrstelle an der Marienkirche in Mühlhausen/Thüringen, wo er bis 1903 blieb. Anschließend wurde er Pfarrer und Superintendent in Liebenwerda, wo er auch die Verwaltung des Kreisschulaufsichtsbezirks I innehatte. Von 1917 an war er Oberpfarrer und Superintendent des Kreises Neuhaldensleben in Weferlingen. Am 5. Oktober 1928 erhielt er die theologische Ehrendoktorwürde durch die Universität Halle-Wittenberg verliehen. Im Jahr 1931 schied Heinrich Nebelsieck auf eigenen Wunsch aus seinem Amt aus und zog nach Bad Wildungen, wo er seinen Lebensabend verbrachte. Am 22. August 1947 verstarb seine Frau, die er um drei Jahre überlebte. Am 17. September 1950 starb Heinrich Nebelsieck in Bad Wildungen im Alter von 89 Jahren.
Heinrich Nebelsieck veröffentlichte zahlreiche heimat- und kirchengeschichtliche Bücher. Er war Gründungsmitglied des Waldeckischen Geschichtsvereins sowie des Heimatvereins Weferlingen und in beiden Vereinen stark engagiert.

## Werke
- Reformationsgeschichte der Stadt Mühlhausen in Thüringen; 1905
- Beschreibende Darstellung der älteren Bau- und Kunst-Denkmäler der Provinz Sachsen, Landkreis Liebenwerda; 1910
- Geschichten der Territorien und Kreise der Provinz Sachsen, Band I, Kreis Liebenwerda, 1912
- Bilder aus dem Kirchlichen Leben der jetzigen Eporie Liebenwerda im 16., 17., und 18. Jahrhundert; 1914
- Aus der Geschichte des ehemaligen Amtes Weferlingen; 1934